# Relaciones Corea del Norte-Perú
Las relaciones Corea del Norte-Perú (en coreano: 북한-페루 관계) se refieren a las relaciones internacionales entre la República Popular Democrática de Corea y la República del Perú.

## Historia
Desde los años 1970, Corea del Norte tiene una oficina comercial en Lima,bajo el gobierno militar de Juan Velasco Alvarado. Oficialmente tiene relaciones diplomáticas a nivel de embajador con la República del Perú desde el 15 de diciembre de 1988.
En 1987, la entonces oficina comercial fue bombardeada por el grupo terrorista Sendero Luminoso.El ataque fue en respuesta al apoyo del gobierno de Corea del Norte al gobierno peruano contra las guerrillas durante el conflicto interno del país, que incluyó la venta de 10,000 AK-47 para ser utilizados por la Policía Nacional del Perú.Otro ataque se intentó en 1989, pero la bomba no detonó ya que fue desactivada por la Policía Peruana.
Perú fue hasta el 2017 junto con Venezuela, Cuba, Brasil y México que cuenta con embajadas de Corea del Norte en América. Perú no cuenta con una Embajada en Corea del Norte, pero mantiene relaciones a través de una oficina adjunta en la embajada en China.
En el 2016 la cancillería de Perú manifestó su condena por los ensayos nucleares realizados por Corea del Norte.

### Incidente diplomático de 2017
El 11 de septiembre de 2017, el embajador de Corea del Norte en el Perú fue declarado «persona non grata»; y se le dio un plazo de cinco días para que abandone el país.
El 22 de diciembre de 2017,el gobierno peruano expulsó también al primer y tercer secretario de la embajada norcoreana en Lima, Pak Myong Chol y Ji Hyok, respectivamente, debido a sus vínculos con dirigentes del partido comunista Patria Roja. Según reportes periodísticos, se les acusó de haber mantenido contactos en los que se habrían sugerido ataques contra familiares del personal diplomático de la Embajada de los Estados Unidos en Lima, incluyendo amenazas de asesinato.La Embajada estadounidense emitió una alerta de seguridad el 19 de septiembre como respuesta a esta situación. La información fue obtenida en el marco de una investigación contra Pak Myong Chol por una denuncia de acoso sexual en perjuicio de un menor de 15 años. Por su parte, el partido Patria Roja confirmó que tuvo contacto con personal de la embajada norcoreana, pero negó las acusaciones.

### Relaciones desde 2017
Desde 2017, Perú ha condenado en varias ocasiones los lanzamientos de misiles de Corea del Norte.
Perú se opone al programa nuclear de Corea del Norte,felicitando al país en 2018 tras el anuncio de su suspensión.

## Comercio
Hasta abril de 2016, las exportaciones peruanas sumaron US$ 34 000 siendo los productos exportados jibias, globitos, calamares y potas. Corea del Norte exportó al Perú la suma de US$ 5200 en los siguientes productos revestimiento para suelos de polímeros de cloruro de vinilo, artículos de uso doméstico de acero inoxidable, motores universales.

## Visitas de alto nivel
- Ministro de Asuntos Exteriores Pak Ui-chun (2009)[22]

## Misiones diplomáticas
- Corea del Norte tiene una embajada en Perú.
- Perú no tiene una embajada en Corea del Norte.